# 癸酰氯
癸酰氯是一种有机化合物，化学式为C10H19ClO。它可由1-癸酸和氯化亚砜（或草酰氯）回流反应制得。它可以被Zn(BH4)2–TMEDA在乙醚中还原为1-癸醇。在吡啶的存在下，它和苯胺在二氯甲烷中反应，可以得到N-苯基癸酰胺。